# Červená studňa (przełęcz)
Červená studňa (słow. Sedlo Červená studňa, 791 m n.p.m.) – przełęcz w Górach Szczawnickich na Słowacji. Znajduje się na niej skrzyżowanie dróg wiodących z Bańskiej Szczawnicy przez miejscowości Vyhne lub Hodruša-Hámre do doliny Hronu.

## Położenie
Przełęcz o charakterze dość szerokiego siodła w grzbiecie wododziałowym Gór Szczawnickich, rozdzielającym dorzecza Hronu i Ipoli, między szczytami Paradajs (na południowym zachodzie) i Šobov (na północnym wschodzie). Znajduje się w tej części Gór Szczawnickich, którą słowaccy geografowie określają jako Hodrušska hornatina. Leży ok. 1,5 km na północny zachód od centrum starego miasta Bańskiej Szczawnicy. W odległości kilkudziesięciu metrów na południowy wschód od siodła przełęczy znajduje się niewielki sztuczny zbiornik wodny Červená studňa, zbudowany w 1759 r.

## Nazwa
Pochodzenie nazwy (słow. Červená studňa – Czerwona Studnia, Czerwone Źródło) ma być związane z tragicznym wydarzeniem, jakie miało tu miejsce 28 czerwca 1683 r. W tym czasie, gdy wielka armia turecka zbliżała się już do Wiednia, na terenie ówczesnych Górnych Węgier działały oddziały sprzymierzonych z Turkami kuruców Imre Thököly'ego. Jeden z takich oddziałów miał zaatakować grupę jezuitów, uciekających właśnie z Bańskiej Szczawnicy. Od krwi zabitych i rannych zakonników na czerwono miały się zabarwić wody istniejącego już wówczas pod przełęczą zbiornika wodnego lub zasilającego go wodą źródła. Pamiątką tego wydarzenia jest krzyż, stojący tuż poniżej siodła przełęczy.

## Turystyka
Przełęcz jest ważnym punktem na mapie turystycznej Gór Szczawnickich. Przechodzą przez nią szlaki turystyki pieszej, rowerowej i narciarskiej oraz kilka ścieżek dydaktycznych. W latach 80. i 90. XX w. na stoku wznoszącym się znad przełęczy w kierunku szczytu Paradajs funkcjonowały dwa niewielkie wyciągi narciarskie. Z różnych miejsc w rejonie przełęczy rozciągają się interesujące widoki na Bańską Szczawnicę, Góry Szczawnickie z ich najwyższym szczytem Sitno i kilka sąsiednich grup górskich.